# Democracia dirigida
La democracia dirigida o democracia guiada , también llamada democracia administrada, es un gobierno formalmente democrático que funciona como una autocracia de facto. Tales gobiernos están legitimados por elecciones libres y justas, pero no cambian las políticas del estado, los motivos y objetivos.
En otras palabras, el gobierno controla las elecciones para que la gente pueda ejercer todos sus derechos sin cambiar realmente la política pública. Si bien siguen los principios democráticos básicos, puede haber grandes desviaciones hacia el autoritarismo. Bajo la democracia administrada, el uso continuo de técnicas de propaganda por parte del estado evita que el electorado tenga un impacto significativo en la política.
El concepto de "democracia guiada" fue desarrollado en el siglo XX por el periodista Walter Lippmann en su obra fundamental Public Opinion (1922) y por Edward Bernays en su obra Crystallizing Public Opinion (1923).
Después de la Segunda Guerra Mundial, el término se usó en Indonesia para el enfoque del gobierno bajo la administración de Sukarno de 1957 a 1966. El dictador marxista Mao Zedong en su obra sobre el tratamiento correcto de las contradicciones en el seno del pueblo utiliza la locución «democracia dirigida» para referirse al régimen de dictadura democrática popular que preconiza, en el cual la democracia es guiada por el centralismo y la libertad por la disciplina.
Hoy en día se usa ampliamente en Rusia, donde los teóricos del Kremlin lo introdujeron en la práctica común, en particular Gleb Pavlovsky. El profesor de la Universidad de Princeton, Sheldon Wolin, describe este proceso como un totalitarismo invertido para una tendencia creciente dentro de los Estados Unidos.